# Коккальйо
Коккальйо (італ. Coccaglio) — муніципалітет в Італії, у регіоні Ломбардія, провінція Брешія.
Коккальйо розташоване на відстані близько 460 км на північний захід від Рима, 65 км на схід від Мілана, 21 км на захід від Брешії.
Населення — 8772 особи (2014).

## Демографія
Населення за роками:

Станом на 1 січня 2023 року в муніципалітеті офіційно проживало 1328 іноземців з 49 країн, серед них 154 громадяни країн Євросоюзу та 35 громадян України.

## Сусідні муніципалітети
- Кастреццато
- К'ярі
- Колоньє
- Ербуско
- Ровато

## Персоналії
- Лука Маренціо — композитор, лютніст та канторе пізнього Відродження, відомий автор мадригалів